# 1166 هـ
1166 هـ هي سنة في التقويم الهجري امتدت مقابلةً في التقويم الميلادي بين سنتي 1752 و1753.

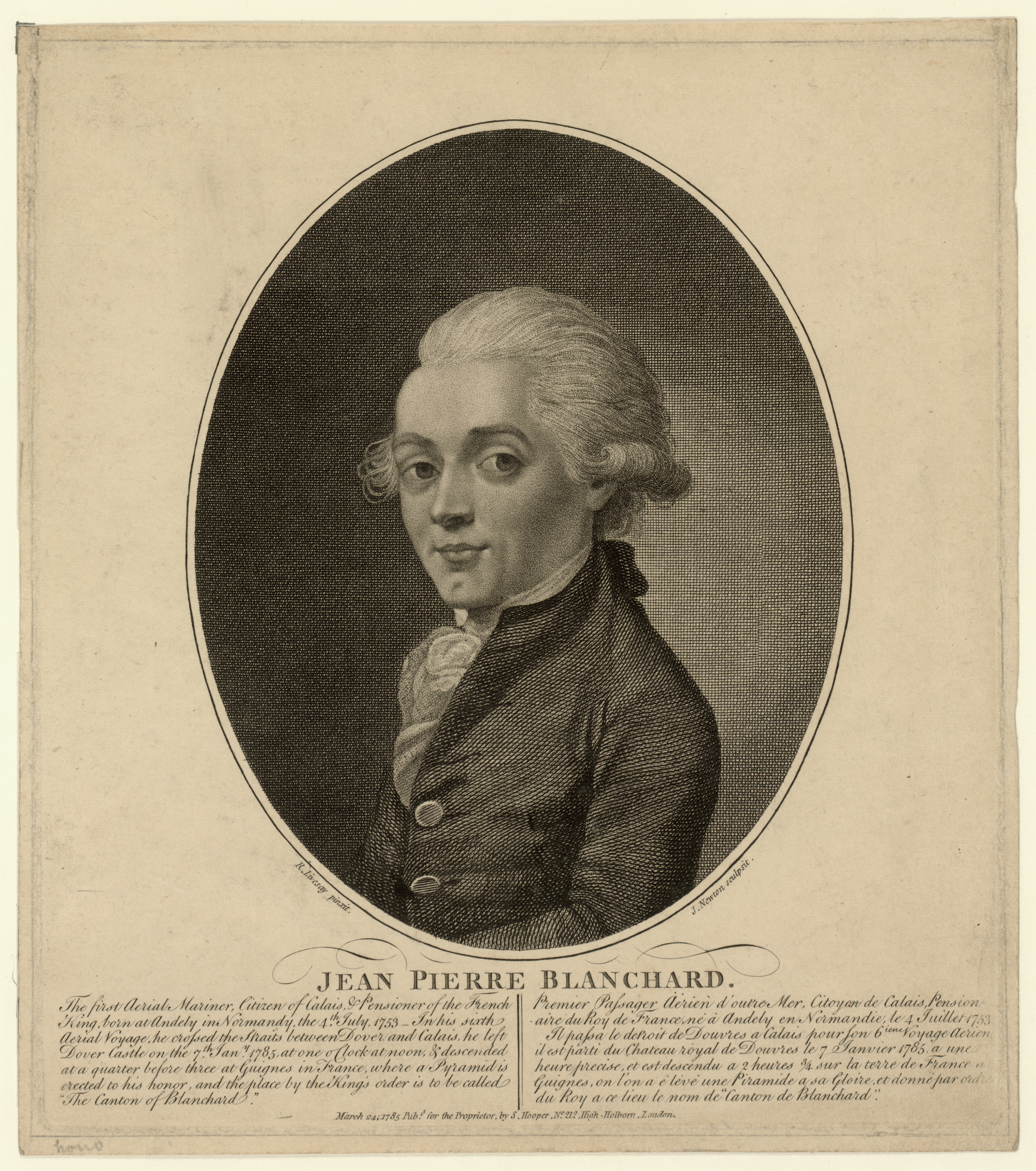
جان بيير بلانشار

## مواليد
- أحمد بن زين الدين الأحسائي
- جان بيير بلانشار
- دلدار علي الهندي
- محمد غوث بن ناصر
- معروف النودهي

## وفيات
- محمد العربي بن أحمد بن عبد الله معن الأندلسي
- توفي في هذه السنة الشيخ العلامة سند الطريقة الشاذلية في عصره وزمانه الشيخ سيدي محمد العربي بن الشيخ الكبير السند الشاذلي سيدي أبي العباس أحمد بن الشيخ الكبير السند الشاذلي سيدي أبي عبد الله محمد بن عبد الله معن الأندلسي الموحدي من عقب السلطان أمير المؤمنين عبد المؤمن بن علي الموحدي.

كانت وفاته في هذه السنة وأقبر في مراقد آبائه السادة العبدلاويون بمحاذاة قبة جده أبي عبد الله.